# ويليام فوستر (سياسي أمريكي)
ويليام فوستر (بالإنجليزية: William Foster)‏ هو سياسي أمريكي، ولد في 27 ديسمبر 1813، وتوفي في 26 يوليو 1893. حزبياً، نشط في الحزب الجمهوري. وقد انتخب عضو مجلس ولاية نيويورك.